# クジュラ・カドフィセス
クジュラ・カドフィセス（Kujula Kadphises、在位：紀元前1世紀後半 - 1世紀後半）は、大月氏の諸侯である貴霜翕侯（クシャンきゅうこう）で、クシャーナ朝の初代君主。中国史書では丘就卻（きゅうしゅうきゃく）と記される他、カドフィセス1世と呼ばれる場合もある。

## 来歴
クジュラ・カドフィセスの出自については全くわかっていない。彼に言及する最も古い記録はタフティ・バーイー銘文の中に「カパ」と言う名で記録されているものであるが、これがクジュラ・カドフィセスを指すかどうか断言はできない。カパは同銘文の中で王子と呼ばれており、仮にクジュラ・カドフィセス1世であるとすれば即位前の記録であるかもしれない。
『後漢書』西域伝によれば、貴霜翕侯である丘就卻（クジュラ・カドフィセス）は、他の四翕侯を攻め滅ぼし、貴霜王と名乗ったという。
クジュラ・カドフィセスの政治的活動として知られているものは、彼がカーブルを中心とした地方（カーブリスタン）を支配していたギリシア人の王ヘルマエオス（またはヘルマイウス）と同盟を結び、その共同統治者となっていたことである。このことはクジュラ・カドフィセスとヘルマエウスが共同で発行したコイン（表面にヘルマエウスの像が、裏面にクジュラ・カドフィセスの名が記されている）によってわかる。
やがて、クジュラ・カドフィセスはヘルマエウスの像をコインから除き、自分の物と取り替えた。これはヘルマエウスをクジュラ・カドフィセスが廃したか、他の敵にヘルマエウスが敗れたかしたためと言われ、ヘルマエウスが支配していた領域はクジュラ・カドフィセスの支配するところとなった。若干の学者はこの間の事情を後漢書では「丘就卻が高附を略取した」と表現しているのであると主張している。
この他にもバクトリア周辺にはグレコ・バクトリア王国の残存勢力と思しき若干のギリシア人小王国が残っていたが、クジュラ・カドフィセスはこれらを征服し、中央アジアにおけるギリシア人勢力に最後のとどめを指した。ただし、バクトリア地方から彼のコインがほとんど発見されていないため、バクトリア地方の大部分はクジュラ・カドフィセスの支配下には入っていなかったと言われている。
また彼は、恐らくゴンドファルネスの死と前後して、インド・パルティア王国の支配していたガンダーラ地方へ勢力を拡大した。一説にはクジュラ・カドフィセスとゴンドファルネスとは周辺の支配権を巡って争っていたとも言う。
こうしてクジュラ・カドフィセスの支配した領域は主にカーブリスタン（カーブル周辺）とガンダーラであった。これは未だそれほど広い領域ではないが、彼の後継者達はこれを足がかりに、中央アジアを支配する大帝国を形成していくことになる（北西インド征服もクジュラ・カドフィセスの治世であるとする説もある）。
『後漢書』の記録によれば丘就卻（クジュラ・カドフィセス）は80歳以上まで生きた。彼の死後、息子の閻膏珍（今までヴィマ・カドフィセスであるとされてきた）が跡を継いだとあるが、近年アフガニスタンのバグラーン州ラバータクから発見されたカニシカ王の碑文（ラバータク碑文）の解読により、クジュラ・カドフィセスの後継者がヴィマ・タクトであることが判明した。

## クジュラ・カドフィセスのコイン

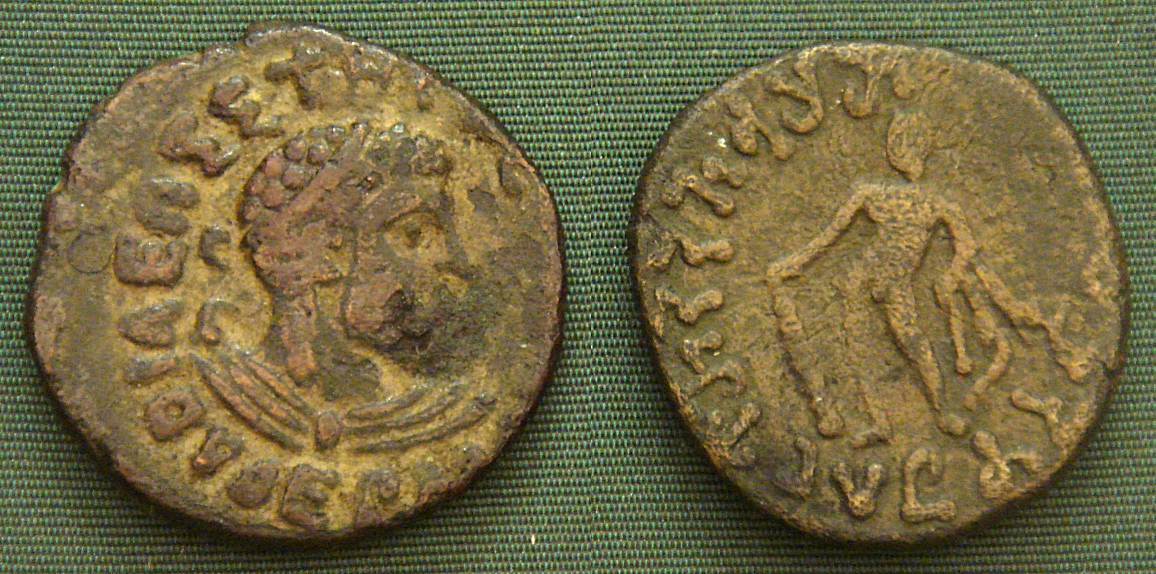
インド・グリーク朝の王ヘルマイオスと共同のコイン。
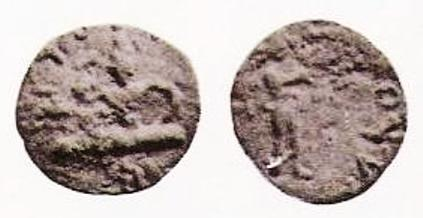
クジュラ・カドフィセスの銅貨。裏にゼウス、表に仏陀が描かれているといわれている。
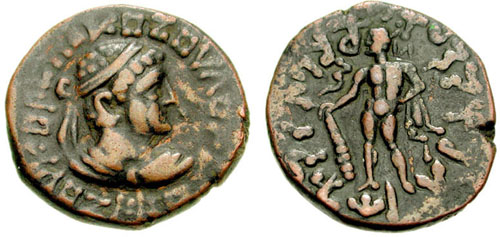
クジュラ・カドフィセスのコイン。

ヘルマイオスと共同のコインには、表にギリシャ文字で“ΒΑΣΙΛΕΩΣ ΣΤΗΡΟΣΣΥ ΕΡΜΑΙΟΥ （王ヘルマイオス救世主）”、裏にカローシュティー文字で“KUJULA KADPHISASA KUSHANA YAVUGASA DHARMATHIDASA（クジュラ・カドフィセス、クシャーナの支配者、不動のダルマ）”とある。

## 参考資料
- 『後漢書』（西域伝）